# 昂特罗讷
昂特罗讷（法語：Entraunes，法語發音：[ɑ̃tʁon]）是法国滨海阿尔卑斯省的一个市镇，位于该省北部，属于尼斯区。

## 地理
昂特罗讷（44°11'17"N, 6°44'54"E）面积81.45 平方千米，位于法国普罗旺斯-阿尔卑斯-蓝色海岸大区滨海阿尔卑斯省，该省份为法国东南部沿海省份，南濒地中海，西南至瓦尔省，西北接上普罗旺斯阿尔卑斯省，北部和东部与意大利接壤。
与昂特罗讷接壤的市镇（或旧市镇、城区）包括：阿洛斯、科尔马、于韦尔内富尔、昂特罗讷新堡、圣达尔马斯-勒塞尔瓦日、蒂内河畔圣艾蒂安、圣马丹当特罗讷。

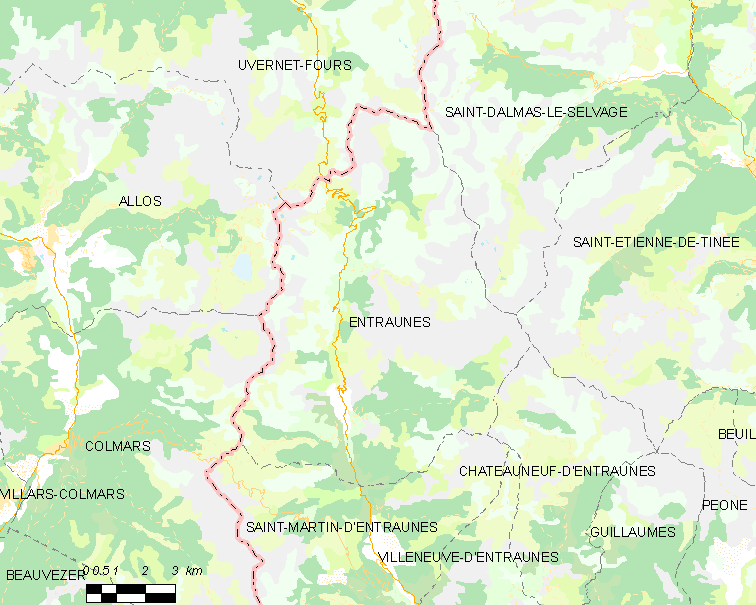
昂特罗讷的OSM定位图

昂特罗讷的时区为UTC+01:00、UTC+02:00（夏令时）。

## 行政
昂特罗讷的邮政编码为06470，INSEE市镇编码为06056。

## 政治
昂特罗讷所属的省级选区为旺斯县。

## 人口

1962-2008年间昂特罗讷人口变化图示

昂特罗讷于2022年1月1日时的人口数量为130人。